# Faustine et le Bel Été
Pour les articles homonymes, voir Faustine.
Pour plus de détails, voir Fiche technique et Distribution.
Faustine et le Bel Été est un film français réalisé par Nina Companeez, sorti en 1972.

## Synopsis
Faustine (Muriel Catala) est une adolescente. Elle voudrait que tout puisse correspondre  à ses rêves. Elle passe ses vacances chez ses grands-parents, elle est fascinée par les voisins qui logent dans une grande maison bleue. Elle observe. Elle n’ose pas les rencontrer. Elle est un peu voyeuse, légèrement perverse. À force d’observer, Faustine est invitée à passer ses journées avec la famille. Il y a Jean le père (Maurice Garrel), son frère Julien, ses deux fils Joachim (Francis Huster) et Florent (Jacques Spiesser). Elle éconduit Joachim, et tente de séduire Julien, alors qu’il pourrait être son père.

## Fiche technique
- Titre : Faustine et le Bel Été
- Réalisation : Nina Companeez
- Scénario : Nina Companeez
- Musique : Bruno Rigutto[1], Chopin, Schumann, Tchaïkovski, Liszt
- Production : Mag Bodard pour Parc Film, Marianne Production, Universal Production
- Directeur de la photographie : Ghislain Cloquet
- Chef décorateur : Claude Pignot
- Chef monteur : Raymonde Guyot
- Genre : comédie dramatique, , romance
- Durée : 98 minutes
- Dates de tournage : du 28 juillet 1971 au 12 septembre 1971
- Date de sortie : 14 janvier 1972

## Distribution
- Muriel Catala : Faustine
- Georges Marchal : Julien
- Maurice Garrel : Jean
- Claire Vernet : Claire
- Isabelle Adjani : Camille
- Jacques Spiesser : Florent
- Francis Huster : Joachim
- Marianne Eggerickx : Ariane
- Jacques Weber : Haroun
- Isabelle Huppert : amie de Faustine
- Andrée Tainsy : grand-mère de Faustine
- Virginie Thévenet : amie de Faustine
- Valentine Varela : Marie
- Nathalie Baye : Giselle (non créditée)

## Autour du film
Ce film a révélé au grand public la comédienne Muriel Catala avec un très beau deuxième rôle, après Le Sauveur de Michel Mardore (1970) pour cette jeune actrice d’à peine vingt ans.
C’est aussi un des premiers films de Francis Huster et Jacques Spiesser, une expérience qui n’est certainement pas indifférente à la grande complicité qui existe entre ces deux acteurs[réf. nécessaire].
C'est le tout premier film de Valentine Varela, fille de Nina Companeez et alors encore enfant.
Enfin, le film met en scène trois futures grandes étoiles du cinéma français : Isabelle Adjani dans sa deuxième apparition au cinéma après Le Petit Bougnat de Bernard Toublanc-Michel (1970), Isabelle Huppert dans sa première apparition au cinéma, un petit rôle au début du film, enfin Nathalie Baye, là aussi dans une situation de première apparition sur le grand écran, dans le rôle (non crédité) de Giselle.
Après sa sortie sur les écrans français en janvier 1972, il fut présenté hors compétition durant le 25e Festival de Cannes au mois de mai suivant.
Le film édité en DVD (non remastérisé) par Opening éditions en juillet 2007.